# Libellus De Arte Coquinaria
Libellus De Arte Coquinaria - Den lille bog om kogekunsten - er en håndskreven kogebog fra middelalderen på dansk med 25-35 madopskrifter fra Nordeuropa. I dag kendes fire afskrifter af bogen, hvoraf to er på dansk - manuskript K med 25 opskrifter og manuskript Q med 29/31 opskrifter - Det Kongelige Bibliotek.
Det norrøne manuskript D i Dublin og det største, det plattyske manuskript W med 100 opskrifter i Wolfenbüttel i Tyskland. Bogen stammer fra omkring år 1250-1350 og er en af de ældste kogebøger fra middelalderen. Den danske version er den ældst kendte kogebog på dansk. 
Kogebogen var siden Christian Molbechs udgivelse på tryk i 1844 (Historisk Tidsskrift bind 5, sider 537-546) og til det 21. århundrede kendt som Harpestrengs kogebog, da manuskriptet K er en del af Harpestrengs manuskript. Harpestrengs manuskript er en større bog i tre dele: et herbarium med en lang række planter listet alfabetisk efter deres latinske navne, en mindre oversigt over sten og mineraler brugt i middelalderens medicin, og til sidst kogebogen. De to første dele var skrevet af lægen Henrik Harpestreng, som døde i 1244. .
Christian Molbech havde i samme artikel i Historisk Tidsskrift også analyseret og sammenlignet manuskript K med manuskript Q med de 29/31 opskrifter. Den fandt han som en del af en middelalderlig lovbog. Molbech noterede, at manuskriptet Q var skrevet over fem pergamentblade (10 sider), hvor den første side var lovbogens sidste, og de resterende ni sider var kogebogen. Selve lovbogens tekst var udgivet på tryk i K. Anchers Danske Lovhistorie bind 2, side 548-549, før år 1844.
Den danske versions ordvalg, tyske ordstilling og tyske vendinger (som wirthe, in der iægher eller koken wan honer) vidner om, at den er oversat fra plattysk. Det plattyske Manuskript W har sproget til fælles med den ukendte plattyske urtekst, men mange af opskrifterne er tilføjet langt senere. Med dens 100 opskrifter er Manuskript W den allerstørste version af kogebogen, men også den yngste. Hvor de to danske versioner K & Q stammer fra slutningen af 13. og begyndelsen af 14. århundrede, dateres manuskriptet W til mellem 1320-1438. Hermed er der mindst 100 år mellem urteksten og manuskript W.
Manuskriptet Q med de 29 opskrifter dateres mellem 1300-1350. Begge danske manuskripter er så forskellige og bruger så forskelligt sprog i opskrifterne, at de tydeligvis er afskrifter af en ældre dansk oversættelse fra plattysk. Nogle af opskrifterne fra K mangler i Q, for eksempel nummer K4, opskrift på mandelpostej. Til gengæld har Q flere opskrifter, 31 i alt, med 29 oplistede, hvoraf to er slået sammen af flere. Opskrift fem (Q5) i manuskript Q svarer til to opskrifter i manuskript K om Salsum Dominorum, "Herresovs" og brugen af Herresovsen til vildt (K6 og K7). Opskrift Q15 er to opskrifter, den ene på "Spækket mælk" og den anden på "Blommet mælk" i manuskript Q.  Der er i alt 10 flere opskrifter bevaret i Q end i manuskript K.
To forskerne fra Arizona Constance B. Hieatt og Rudolf Grewe, der udgav og kommenterede de fire transskriberede manuskripter, nåede også frem til, at der må have eksisteret en ur-tekst, som de alle fire var afskrifter af, og at de ubekendte skribenter hver har afsat deres personlige præg på bogen.
I 1999 udgav arkæolog og madhistoriker Bi Skaarup Middelaldermad. Kulturhistorie, kilder og 99 opskrifter i anledning af det nationale middelalderår. Den indeholder opskrifter fra Libellus De Arte Coquinaria. Skaarup navngav sit firma De Arte Coquinaria efter bogen. Hun mente også, at det danske manuskript K var skrevet af munken Knud Jul på Sorø Kloster uden dog at henvise til Molbechs analyse af begge manuskripter K og Q i år 1844.

## 25 opskrifter fra Manuskript K afLibellus De Arte Coquinaria
Incipit libellus de arte coquinaria - Hermed den lille bog om kogekunsten.

### K1. Nøddeolie (Q1)
K1. Quomodo fiet oleum de nucibus (Q1)
Man skal takæ en dysk mæth nutæ kyærnæ. oc en æggy
skalæ full mæth salt. oc en æggy skalæ full mæth
het watn. oc latæ them samæn .i. en heet mortel oc stampæ
thæt wæl oc writhæ gømæn et klæthæ tha warthær thæt oly.
K1. Hvordan laves olie af nødder (Q1)

Man skal tage en tallerken nøddekerner, og en æggeskal fuld af salt, og en æggeskal fuld af hedt vand og blande dem sammen i en hed morter og støde dem vel og si gennem et klæde. Da bliver det olie.

### K2. Mandelolie (Q2)
K2. Quomodo fiet oleum de amigdalis (Q2)
Man skal takæ ammandæls kiærnæ oc latæ .i. het watn
til the skalæs oc thørræ them sithæn .a. et klæthæ
oc stampæ them .i. en mortæl. oc writhæ gømæn et klæthæ.
thæn oly ær goth til alkyns mat.
K2. Hvordan laves olie af mandler (Q2)
Man skal tage mandelkerner og sætte dem i kogende vand til de skaller af, og derefter tørre dem af i et klæde og støde dem i en morter, og si gennem et klæde. Den olie er god til alverdens mad.

### K3. Mandelsmør (Q3)
K3. Quomodo fit butirum de amigdalis (Q3)
Man skal takæ ammandæls kiærnæ oc gør af myælk oc
latæ til watn. oc latæ .i. en grutæ oc gøræ thæt warmt
.a. gløthæ. oc latæ til safran wæl writhæt. oc salt. oc ædyk
til matæ oc gør thæt heet alt til thæt thiuknær. Thæn timæ
thæt ær yuært thiukt. latæ thæt .i. et klæthæ syth samæn
sum posæ oc hængæ thæt .a. en wæg alt til watlæn ær af
sykt. oc take sithæn thæt ut oc gør af smørslagh.
K3. Hvordan laves smør af mandler. (Q3)
Man skal tage mandelkerner og lave mandelmælk af dem og tilsætte vand.
Og sæt dem i en gryde og varme den over gløder, og tilsætte vel reven safran, og salt og eddike til måde og varme alt det til det fortykker. Når den (masse) er tyk, hæld den i et klæde syet sammen som en pose og hæng det op ad en væg til væden er sivet af. Og derefter tag den (masse) ud og lav smør af det.

### K4. Mandelpostej
K4. Quomodo conficiuntur amigdala in pastello.
Man skal gøræ thiuk miælk af ammandæls kiærnæ oc
gøræ en grytæ af degh. oc late .i. thæn miælk oc
lykkæ hænnæ ouæn mæth thæn sammæ degh. oc saltæ thæt
oc bakæ thæt .i. en heet ouæn. [guæn._Hs.]
K4. Hvordan laves mandel i postej.
Man skal lave tyk mælk af mandelkerner og lave en gryde beklædt med dej. Og hæld mælken deri og luk foroven med samme dej. Og salt det og bag det i en hed ovn.

### K5. Surmælk af mandler (Q4)
K5. Quomodo fit lac acetuosum de amigdalis (Q4)
Aftær skal man takæ ammandæls kiærnæ oc gør thær af
thiuk miælk oc latæ thær til ædikæ ællær win oc sætae
.a. hetæ gløthæ. alt til thæt thiuknær. thæt ær æm got sum
suur faræ miælk.
Hvordan laves surmælk af mandler.¨
Derefter skal man tage mandelkerner og lave tyk mælk af dem og tilsætte dertil eddike eller vin og
sætte det altsammen på hede gløder, til det tykner. Det er ligeså godt som sur fåremælk.

### K6. Herresovs (Q5)
K6. Quomodo temperetur salsum dominorum
et quam diu durat. (Q5)
Man skal takæ gørfærs naghlæ. oc muscat. cardemomum.
pipær. cinamomum thæt ær kaniæl. oc ingifær. allæ
iæfn wæghnæ. tho swa at kaniæl ær æm mykæt sum allæ
hinæ andræ. oc slyk tu stekt brøth sum allæ hinæ andræ.
oc støtæ them allæ samæn. oc malæ mæth stærk ædykæ oc
latæ .i. en læghæl. Thæt ær hærræ salsæ. oc ær goth et
halft aar.
Hvordan laves herresovs og hvor længe den kan holde sig. 

Man skal tage nellikker, muskat, kardemomme, peber, cinamomum som er kanel, og ingefær, alle afvejet i samme mængde.
Dog skal der være dobbelt så meget af kanel som af alle de andre (krydderier). Og lige så meget ristet brød (rasp)
som alle de andre (krydderier). Og stød dem alle sammen. Og mal med stærk eddike og læg i en legle.
Det er herresovs, og er godt i et halvt år.

### K7. Vildt i herresovs (Q5)
K7. Quomodo condiantur assature in salso supradicto. (Q5)
Thawær man wil af hænnæ hauæ. tha skal man wællæ
hænnæ wæl .i. en pannæ ofnæ hetæ gløthær utæn
brandæ. oc skal man takæ brathæ af hiort ællær ra. wæl
spækkæth oc stekæ them wæl. oc skæræ them wæl brethæ.
oc thæn timæ thæn salsæ ær kald tha skal wildbrath .i.
læggæs mæth litæt salt oc thæt ma lyggæ thre ukæ. Swa
mughæ man haldæ goth hiortæ brath. giæs oc ændær. of
man skær them thiokkæ. Thættæ ær the bæstæ salsæ thær
hærræmæn hauæ.
Hvordan tilberedes madretter i den førnævnte sovs (herresovs).

Hvis man vil have det, skal man hælde den (sovs) i en pande oven (på) hede gløder uden at brænde.
Og man skal tage hjortesteg eller velspækket rådyr og stege den godt. Og skære den brad godt.
Og når sovsen er kold, da skal vildbraden ilægges med lidt salt og det (hele) må ligge i tre uger.
Sådan kan man holde godt hjortebrad, gæs og ænder, hvis man skærer dem tykt. Det er det bedste sovs, som herremænd har.

### K8. Sennepssovs til 24 dage
K8. Item de aliis salsis. (Q6)
Man skal takæ synup oc latæ til fiarthædeld hunugh oc
malæ hænnæ mæth goth ædik. Thænnæ ær fyrætiughæ
daghæ goth.
Også om en anden sovs.

Man skal tage sennep og tilsætte en fjerdedel honning og male det med god eddike.
Denne er god i firetyve dage.

### K9. Sennepssovs til tre måneder
K9. Item de aliis. (Q7)
Mal aftær sinup oc lat til thrithi deld hunugh oc tyndæ
deld aniz oc slikæ tu kaniæl oc mal hænnæ mæth
goth ædikæ oc lat .i. læghæl. Thæt ær got thre manæth.
Også om andet (sovs)

Mal sennep og tilsæt en tredjedel honning og to del anis og ligeså meget kanel og mal det med god eddikke og læg i lejle. Det er godt i tre måneder.

### K10. Fisk i jæger-stil
K10. Quomodo condiantur pisces in salso sibi adoptato.
Man skal takæ brasn. oc gæddæ oc allæ fyskæ oc stekæ
them wæl oc drøpæ mæth thæn oli thær først ær af
saugh. Thæn timæ the æræ wæl stektæ. swa takæ af thæn
oli oc støtæ mæth ædykæ oc writhæ gømæn et klæthæ.
Thæssæ salsæ kallær man Inder iæght. hun ær goth for allæ
handæ fyskæ
Hvordan tilberedes fisk i sovs på følgende måde
Man skal take brasen og gedde og alle fisk og stege dem vel og dryppe dem med den olie, der først kommer af sig. Når de er velstegte, skal man tage den olie og støde med eddike og si gennem et klæde.
Denne sovs kaldes jæger-stil. Den er god til alle slags fisk.

### K11. Løgsovs (af mindre værdi)
K11. De salso minimi ualoris. (Q8)
Man skal takæ cipul oc skæræ sma sum ærtær. oc æm
mikæt af pætærsili oc giutæ thær up .a. soth oc latæ
thær til fiarthæ deld af ædik. Thessæ salsæ sæliæ mæn.
Om sovs af mindste værdi.
Man skal tage løg og skære så småt som ærter. Og lige så meget af persille og gyde det i fond og tilsætte dertil en fjerdedel af eddike. Denne sovs sælger man.

### K12. Stærk sovs til fisk
K12. De salso ualente ad quosdam pisciculos. (Q9)
Pipær oc kloflek skal man takæ iæfnæ oc malæ mæth
ædikæ oc salt. Thænnæ salsæ ær goth til stect alnæ
oc næghær øghen.
Om stærk sovs til fisk.
Peber og hvidløg skal man tage lige meget af og male med eddike og salt.
Denne sovs er god til stegte ål og Neunaugen
(Niøjen, ålelignende igledyr, spist i middelaldelerens Tyskland - og England som lamprey).

### K13. Myntepersillesovs
K13. De salso ualente ad tres dies et non amplius. (Q10)
Man skal takæ mintæ oc pætærsili oc kaniæl. oc pipær
allæ iæuæn. oc malæ them mæth ædikæ allæ samæn.
Thænnæ salsæ ær thre dagh goth.
Om stærk sovs til tre dage og ikke mere.
Man skal tage mynte og persille og kanel, og peber, alle i lige mængder, og male dem med eddike allesammen.
Denne sovs holder sig i tre dage.

### K14. Vindruehvidløgssovs
K14. De salso ad carnes recentas apto. (Q11)
Klofløk skal man støtæ mæth nu winbær oc salt. Thæn
salsæ ær goth en dagh til gaas oc grønt flæsk. oc
nøtæ køt.
Om sovs der passer til frisk(slagtet) kød.
Hvidløg skal man støde med vindruer og salt.
Den sovs er god i en dags tid til gås og saltet flæsk, og oksekød.

### K15 Hvidmos
K15. Quomodo temperetur cibus qui uocatur hwit moos
Man skal takæ søtmiælk. oc wæl writhet hwetebrøth. oc
slaghnæ æg. oc wæl writhæt safran. oc latæ thæt wællæ
til thæt warthær thiuct. Sithen latæ thæt up .a. dysk. oc
kastæ .i. smør. oc strø .a. puluær af kaniæl. Thæt hetær
hwitmoos.
Hvordan tilberedes noget der hedder hvid mos.
Man skal tage sødmælk, og velkrummet hvedebrød (rasp), og piskede æg, og velrevet safran,
og lade det koge til det bliver tykt. Derefter sæt det på en tallerken og tilsæt smør og strø
med pulver af kanel. Det hedder hvidmos.

### K16. Kaliis / Coulleys
K16. De cibo qui uocatur kaliis.
Man skal takæ søt miælk. oc skæræ thær .i. skorpæn. af
huetebrøth swa smat sum tærning. oc siuthæ thæt .i.
en pannæ. oc latæ thær til æggi blomæ wæl slaghnæ. Thæt
hetær kalijs.
Om den mad, der hedder kaliis.
Man skal tage sødmælk, og skære deri skorpen af hvedebrød så småt som terninger og syde det i en pande.
Og tilsæt dertil velpiskede æggeblommer. Det hedder Kalijs.

### K17. Hjortemarv-postej
K17. Quomodo conficiatur pastellum de medullis ceruorum.
Man skal siuthæ hiortæ been oc sla them syndær thawær
the æræ kaldæ. oc gøræ en degh af hwete miæl. oc
kalt watn. oc latæ thær til salt oc pipær. oc kaniæl. oc latæ
marghæn til af the been oc gør af en pastel oc bakæ .i. en
het ouæn.
Hvordan tilberedes postej af hjortemarv.
Man skal syde (et) hjorteben og slå den i stykker, når den er kold. Og lave en dej af hvedemel, og kold vand, og tilsætte deri salt og peber, og kanel. Og tilsætte marven af det ben og lav en
postej og bag i en hed ovn.

### K18. Simpel høne
K18. De pullis simpliciter temperandis.
Man skal takæ et unct høns oc siuthæ mæth spæk
oc kølæ thæt oc lithæ thæt syndær oc wællæ .i. en
pannæ. Thæssæ høns ær gothæ at ætæ warmæ.
Om høns simpelt tilberedt.
Man skal tage en ung høne og syde med spæk og køle det og hakke og koge i en pande.
Disse høns er gode at spise varme.

### K19. Høns på diverse måder
K19. Quomodo temperentur pulli cum diuersis speciebus.
Man skal skæræ et høns .i. sma styki oc siuthæ thæt .i.
watn. Oc malæ pipær .kaniæl. saffran. oc hwetebreth
oc siuthæ liuæræn oc latæ thær tyl smolt oc ædikæ oc salt
til matæ.
Hvordan tilberedes høns på diverse måder.
Man skal skære en høne i småstykker og koge den i vand.
Og male peber, kanel, safran, og hvedebrød (rasp) og stegt lever
og tilsætte svinefedt og eddike og salt til måde.

### K20. Hønseboller - suppe med kødboller
K20. De cibo qui dicitur kloten en honær. (Q19)
Man skal siuthæ et gamælt høns alt helt. oc takæ et
annæt raat høns. oc splittæ thæt wæl smat. oc latæ
thær til spæk skoren wæl sma swa sum ærtær oc malæt
kumiæn. safran. oc win. swinæ smolt oc salt til matæ. oc
blomæ af æg. swa at the ær iæfn thiukæ bathæ. Thættæ
hetær kloten en honær.
Den ret, der fortæller om hønseboller.

Man skal koge en hel gammel høne (for at lave suppe). Og tage en anden rå høne, og hakke den vel småt.
Og tilsæt dertil spæk skåren vel (i stykker) så små som ærter og malet kommen, safran.
og vin, svinefedt og salt til måde, og blomme af æg, sådan at det er jævnt tykt (konsistens).
Dette hedder hønseboller.

### K21. Hønsegryde i jægerstil
K21. De cibo qui uocatur honær inder iæghæt.
Man skal stekæ et høns oc skæræ thæt .i. syndær. oc
malæ klofløk. oc latæ til het soth. oc smolt. win. oc
salt. oc æggi blomæ wæl slaghnæ. oc liuæræn oc maghæ.
oc skal thæt høns thær .i. wæl wællæ. Thættæ hetær en
honer inder iæghæt.
Den ret, som hedder høns i jæger-stil.
Man skal stege en høne og skære det sønder og sammen, og male hvidløg, og tilsætte varm bullion, og
svinefedt, vin, og salt, og velpiskede æggeblommer, og lever og indvolde.
Og det skal den høne koge vel i. Dette hedder en høne i jæger-stil.

### K22. Spækhøner.
K22. De cibo qui dicitur spæk honer.
Man skal siuthæ et høns mæth helæ saluiæ blath oc
spæk wæl skoren sma sum ærtær oc ædykæ. oc salt
til matæ. Thæt hetær spæk honer.
Den ret der hedder spækhøner.
Man skal syde en høne med hele salvieblade og spæk velskåren så småt som ærter,
og eddikke og salt til måde. Det hedder spækhøner.

### K23. Høne med æggefars (Q23)
K23. Item aliud temperamentum pullorum. (Q23)
Man skal skiæræ et høns alt .i. styki oc malæ pipær oc
kaniæl oc cardemomum allæ iæfnæ. oc takæ thæt hwitæ
af æg sothæt hart. oc skær smat. oc latæ til blomæn al
heel. safran oc ædyk oc gøræ thæt thiuct mæth æggi blomæ.
oc salt til matæ.
Ting om temperering af høne.
Man skal skære en hel høne i stykker og male peber og kanel og kardemomme af lige mængde.
Og tag det hvide af hårdkogte æg, og skær småt, og tilsæt hele æggeblommer,
safran og eddike og gør det tykt med æggeblomme, og salt til måde.

### K24. Hønsepostej. (Q26)
K24. Quomodo condiatur pullus in pastello. (Q26)
Man skal et unct høns .i. tu skæræ oc swepæ thær um
helæ saluiæ blath. oc skær .i. spæk. oc salt. oc hyli
thæt høns mæth degh. oc latæ bakæ i en ogn swa sum
brøth. Swa mughæ man gøræ allæ handæ fiskæ pastel. oc
fughlæ oc annæt køt.
Hvordan tilberedes høns i postej.
Man skal skære en ung høne i stykker (hakke) og svøbe den i hele salvieblade, og skær deri spæk, og salt. Og indhyl den høne i dej, og lad bage i en ovn som brød. Sådan kan man lave alle slags
fiskepostej, og fugle og andet kød.

### K25. Hønsekage. (Q27)
K25. De cibo qui dicitur koken wan honer. (Q27)
Man skal gøræ en grytæ af degh. oc skær et høns thær
.i. alt .i. styki. oc latæ thær .i. spæk wæl skoren sum
ærtær. pipær oc komiæn oc æggi blomæ. wæl slaghæn
mæth safran. oc takæ thæn grytæ oc latæ bakæ .i. en ofn.
Thæt hetær kokæn wan honær.
K25. Den ret, som hedder hønsekage.
Man skal beklæde en gryde med dej, og skær en hel høne deri i stykker,
og tilsæt dertil velskåren spæk så småt som ærter, peber og kommen og
æggeblomme velpisket med safran. Og tag den gryde og lad bage i en ovn.
Det hedder kage af høns (hønsekage).

## 10 andre opskrifter fra Manuskript Q Libellus De Arte Coquinaria
Der mangler tre opskrifter fra K manuskriptet, til gengæld er der 10 helt andre opskrifter i Manuskript Q, der ikke findes i K. Heraf er Q15 to opskrifter samlet i en. På samme måde er Q5 to samlede opskrifter på Herresovs i en, hvor i Manuskript K er Herresovsen beskrevet i to dele. Det viser tydeligt, at Manuskript Q ikke er kopi af Manuskript K, men kopi af en anden oprindelig tekst, som de begge er baseret på.

### Q12. Sovs til fårekød
Mæn sculæ takæ colu (coln?) oc salui pætærcili oc cinamomum oc malæ thæm mæt ædik. thæn salsæ ær goth til faræ kiöth, oc dughær attæ daghæ. Klogæ löög görth vm marghæn dughær ækki vm aftæn.
Q12. Man skal tage (hvidløg) og salvie, persille og kanel og male dem med eddike. Den sovs er god til fårekød, og duer otte dage. Klovløg (hvidløg) lavet om morgenen duer ikke om aftenen.

Bemærkning: i manuskriptet står "colu", som må være en forkortet skrivefejl, sandsynligvis clovu eller clou, som stod for klovløg, altså hvidløg, som nævnes i næste sætning med fuld navn - klogæ löög) 

### Q15. Spækket mælk og Blommet mælk
Mæn sculæ takæ sööt mialk oc latæ thær i slaghæn æg, oc latæ thær til flæsk scoræth æm storth æssæ tærning, oc latæ thær i stampæth bark safran oc latæ alt samæn wællæ oc sættæ thæt sithæn vp, oc latæ thæt cölas, oc latæ sithæn sighæ af alt thæt watnæ thær i ær oc thuingæ thæt i et klæthæ at alt löpær af thæt thær watn ær, oc skæræ thæt thær æftær ær i skiuæ, oc læggæ thunnæ spanæ vp a en rist oc stekæ thæt thær a. thæt hetær spæckæt mialk. Thænæ samæ mialk sculæ mæn hylæ i deegh thær görth ær af mial oc af safran, oc af slaghæn æg, oc latæ thæt bakæ i amolt ællær i smör. thet hethær blomæth mialk.
Q15.1 Spækket mælk 

Man skal tage sødmælk og tilsætte deri pisket æg, og tilsætte dertil flæsk skåret så stort som terninger, og tilsætte deri stødt safran-bark og lade alt sammen koge og tage det derefter op (af gryden), og lade det køle. Og lad derefter sive alt vand ud som der er i og tving det i et klæde sådan at alt vand deri løber af. Og skær det derefter i skiver, og læg de tynde skiver op på en rist og steg det der. Det hedder Spækket mælk.
Q15.2 Blommet mælk 

Den samme mælk skal man hylde ind i dej der er lavet af mel og af safran, og af pisket æg, og lad det bage i svinefedt eller i smør. Det hedder Blommet Mælk.

### Q16. Blommede høns
Mæn sculæ takæ höns oc scaldæ thæm, oc lithæ thæm syndær oc skæræ alt kiööth fra been, oc takæ thæm sithæn af soth, oc windæ kiööth thær vm, oc strö thær puluær a af cinamomum, oc læggæ thæt sithæn i deegh thær görth ær af hwetæ mial oc slaghæn æg, oc bakæ thæt sithæn i smör æth smolt. thæt hethær blomæth höns.
Q16. Man skal tage høns og skolde dem, og hakke dem i stykker og skære alt kødet af benene. Og tag derefter en suppe-fond. Og vend kødet deri, og strø deri pulver af kanel. Og læg det derefter i dej, der er lavet af hvedemel og pisket æg, og bag det derefter i smør eller i svinefedt. Det hedder Blommede Høns.

### Q17. Høne med vin og peber
Mæn sculæ siuthæ vngæ höns mæth spæk oc lathæ thæm sithæn kölæ, oc lithæ thæm sithæn syndær, oc latæ thæm wællæ i en pannæ meth smolt oc pipær oc wiin oc salt, thæt gör man wæl ætænd.
Q17. Man skal koge unge høns med spæk og lad dem derefter køle. Og hak dem derefter i stykker. Og lad dem koge i en pande med svinefedt og peber og vin og salt, det bliver god mad.

### Q18. Sydet høne i egen sky
Mæn sculæ takæ fullcumæn höns oc skæræ thæn i twining oc latæ thæm siutæ i en grytæ vtæn watnæ a glöthæ, oc lathæ sithæn til thæt söth thær thæræ wrth af, pætercili mintæ pipær oc smolt, oc ædik oc salt.
Q18. Man skal tage en hel høne og skære den i to og lad den syde i en gryde uden vand på gløder. Og til den sky der kommer deraf, tilsæt derefter persille, mynte, peber og svinefedt, og eddikke og salt.

Bemærkning: Det er en gammel og glemt tilberedningsmetode at lade kød syde uden vand på lav varme under låg, til der kommer sky frem, som Bi Skaarup fortalte om netop denne opskrift fra manuskript Q.

### Q26. Høne med mandelmælk og sukker
Mæn sculæ takæ höns kiöth af bryst thæt ær söthæt, oc riuæ thæt smath oc latæ thær til almandærs mialk i en grytæ, oc en fiarthing swo mykæt zukær, æssæ kiöth 'r, oc æm mykæt smolt æssæ sukær ær, oc salt, oc latæ thæt siuthæ samæn vp a glöthæ oc røræ thæt fast.
Q26. Man skal tage hønsekød af bryst som er kogt, og rive det småt og tilsætte dertil mandelmælk i en gryde, og en fjerdedel af så meget sukker, som der er kød, og lige så meget svinefedt som der er af sukker, og salt, og lade det koge sammen på gløder og røre det hurtigt.

### Q27. Tyk hønsesuppe til de syge
Eth sothæt höns sculæ mæn stöthæ, oc latæ thær söth vp a, oc writhæ thæt gömæn et klæthæ oc latæ thær til krummæ af hvetæ bröth oc latæ thæt wællæ. thæt ær got with siuk man.
Q27. En kogt høne skal man (male i en morter), og tilsætte deri buillion, og vride det gennem et klæde og tilsætte dertil krummer af hvedebrød (rasp) og lad det koge. Det er godt for syge mænd.

### Q28. Mortræas
Mæn sculæ riuæ eth sothæt höns smath oc lathæ thær til swinæ kiöth smat.....kæ, oc hwetæ bröth krummæ wæl smath writhæt, oc wiin, oc latæ siuthæ i en pannæ oc göre thæt thiuk mæth slaghæn æggi dydær, oc strö thær a puluær af cinamomum, thær thæt ær vp ræth. thæt hetær mortræas.
Q28. Man skal rive en kogt høne småt og tilsætte dertil svinekød småt skåret, og velknust hvedebrødskrumme (rasp), og vin, og lad koge i en pande og gøre det tykt med piskede æggeblommer, og strø deri et pulver af kanel, når det er færdigt. Det hedder Mortræas.

### Q29. Kød og æggefars
Mæn sculæ takæ höns kiöth sua sum sauth ær, oc swinæ kiöth oc latæ til harthæ æg hackæth, oc ra æg slaghæn wæl, swo mykæt æssæ kiöth ær, oc latæ thær til cinamomum oc pipær oc safran stampæth oc salt oc wællæ thæt samæn.
Q29. Man skal tage hønsekød som er kogt, og svinekød og tilsætte hakkede hårdkogte æg, og velpiskede rå æg, lige så meget af som der er kød, og tilsætte kanel og peber og stødt safran og koge det sammen.

## Opstilling og sprog af K og Q manuskripterne
Manuskriptet K blev af skribenten sirligt linjeret med en svagere, brunlig blæk og lidt varierende linjeafstand. Brødteksten i manuskript K blev skrevet med sort blæk i gotisk minuskler, hvor alle bogstaverne er lige små. K har indledningen Incipit libellus de arte coquinaria og titlen på latin ved hver opskrift skrevet med rødt blæk, med samme størrelse og klemt ind på samme linje med opskriftens sorte tekst. Ofte er den røde titel endda klemt ind på forrige linje ved siden af den forrige opskrift og skal læses nedefra og opad. Som i de fleste middelalderlige manuskripter, har K et stort pragt-initial (majuskel) i rødt blæk, ofte yderligere pyntet med grønt blæk, hvormed hver opskrift starter. Initialet er den eneste store bogstav i hver opskrift. Skribenten bruger prikker som både kommaer og punktummer, nogle gange på hver side af et vokal som .i. eller .a. eller omkring et ord som .kanel. Derudover ender K med en lille tekst på latin og ordet amen. K bruger også nogle få plattyske ord i de latinske titler og et enkelt dansk "spæk".

Manuskript Q mangler den latinske titel for hver opskrift, samt indledningen og afslutningen på latin, som også bemærket af Molbech i 1844. Til gengæld bruger manuskript Q ikke det danske bogstav Ø som manuskript K gør, men det tyske og svenske bogstav ö, nogle gange gentaget, som i "kiööth" (kød). Begge manuskripter er danske, men fyldt med talrige plattyske og latinske navneord. Manuskriptet Q er mere plattysk end manuskript K, især i ordstillingen. Til gengæld er manuskript Q lidt fyldigere, opskrifterne er gerne en smule længere end i den kortfattede K, der har flere tillægsord som løget er rødt og nøddeolien er af valnødder, og flere bemærkninger end i K. Der er flere opskrifter i Q. I nogle opskrifter springer skribenten i K over, hvad der egentlig skal gøres med ingredienserne, efter de er listet op. Fremgangsmåden står til gengæld forklaret i manuskript Q. 

## Udgivelser
Libellus De Arte Coquinaria manuskript K var første gang trykt af Christian Molbech i år 1844 i Historisk Tidsskrift første række, bind 5, sider 537-546. I samme artikel har Molbech sammenlignet forskelle med manuskript Q, som han var i besiddelse af.
Manuskripterne K og Q var udgivet blandt andet i bogen "HARPESTRÆNG, Gamle danske urtebøger, stenbøger og kogebøger." af Marius Kristensen i København, 1908-1920.
Den norrøne manuskript D var trykt som i An Old Icelandic Medical Miscellany [Ms. Royal Irish Academy 23D 43] i 1931 af Henning Larsen. Heraf stammer en del forvirring ved at ukorrekt at kalde kogebogen islandsk, selvom manuskriptet D aldrig har forladt Irland.
En udgave på engelsk Libellus De Arte Coquinaria: An Early Northern Cookery Book, der kombinerer og oversætter de fire bevarede versioner, er udgivet af Arizona Center for Medieval and Renaissance Studies i 2001 med Constance B. Hieatt og Rudolf Grewe som redaktører og Vincent F. Cuenca som oversætter. Ud over manuskripterne og deres oversættelse samt gloser fra de tre sprog bidrager bogen også med fyldige notater, kommentarer og detaljeret præsentation af middelalderens madlavning, ingredienser, krydderier og køkkenudstyr.

## Manuskripter
- Det Kongelige Bibliotek, København, Ny samling Nr.66, 8vo, ca. 1300, og Ny samling Nr.70R, 8vo, 1300-tallet begge på dansk (hhv. K og Q)
- Dublin, Royal Irish Academy 23 D43, sent 1400-tal, på norrønt (D)
- Herzog August Library i Wolfenbüttel, Tyskland, Helmst.1213, 1400-tallet, på plattysk (W)